# ۲۲۰ (پیش از میلاد)
۲۲۰ (پیش از میلاد) ۲۲۰مین سال قبل از تقویم میلادی است.